# Сайерё
Са́йерё (дат. Sejerø) — остров в Дании, в проливе Каттегат, у северо-западного побережья острова Зеландия. Закрывает с запада бухту Сайерё-Бугт. Больше половины населения живёт в деревне Сайербю. Имеет паромное сообщение с Хавнсё.
В Сайербю находится церковь диоцеза Роскилле лютеранской Церкви Дании.